# Пресс (механизм)

Пресс

Пресс с использованием большой силы воды под давлением, деформирует лист

Пресс (от фр. presse) — механизм для производства давления с целью уплотнения вещества, выжимания жидкостей, изменения формы, а также для кузнечно-штамповочных работ.
По конструкции выделяют прессы:
- Валковые
- Винтовые
- Гидравлические
- Клиновые
- Кривошипные
- Листогибочный пресс
- Магнитно-импульсные
- Рычажные
- Эксцентриковые
- Реечные
- Пробивные

Мощнейший пресс в мире установлен в московском Институте физики высоких давлений, имеет мощность в 50 000 тонн.

## История
Древнейшие прессы, например, для выбивания оливкового масла, представляли собой камень с обширной выемкой округлой формы. По заполнении этой ёмкости отжимаемым продуктом, сверху опускали другой камень, который силой своего веса отжимал (выбивал) масло, стекавшее через лоток в заготовленную для него ёмкость.
В десятых годах XXI века широкое распространение получили прессы, снабжённые сервоприводами, позволяющими снизить энергозатраты на производство на 60 % по отношению к энергозатратам при производстве с помощью гидравлических и электрических прессов.